# Donald Windham
 (décembre 2015).
Si vous disposez d'ouvrages ou d'articles de référence ou si vous connaissez des sites web de qualité traitant du thème abordé ici, merci de compléter l'article en donnant les références utiles à sa vérifiabilité et en les liant à la section « Notes et références ».
Donald Windham, né le 2 juillet 1920 à Atlanta, en Géorgie, et mort le 31 mai 2010 à New York, est un écrivain et romancier américain. Il est connu pour ses solides amitiés nouées avec Truman Capote et  Tennessee Williams.

## Biographie
Né en Atlanta, Windham quitte sa ville natale pour s'installer à New York en 1939 avec son ami Fred Melton, un artiste.
En 1942, il collabore avec Tennessee Williams à la pièce de théatre You Touched Me!, basée sur une nouvelle éponyme de D.H. Lawrence. Il se lie également d'amitié avec des personnalités comme Lincoln Kirstein, Pavel Tchelitchev et Paul Cadmus.
En 1943, il rencontre Sandy Campbell, étudiant à l'Université de Princeton. Il noue avec lui une relation intime jusqu'au décès de son partenaire en 1988. Campbell a fréquemment aidé Windham pour la publication de ses livres grâce à l'imprimerie Valdonega à Vérone, en Italie.
Le premier roman de Windham, Canicule (The Dog Star), paru en 1950, est salué par André Gide et Thomas Mann.
Il devient membre de la Fondation John-Simon-Guggenheim (John Simon Guggenheim Memorial Foundation) en 1960. La même année, il fait paraître The Hero Continues, une œuvre inspirée par la vie de Tennessee Williams. En 1963 paraît Emblèmes d'une vie (Emblem of Conduct), un roman autobiographique sur l'enfance et la jeunesse de Windham à Atlanta.
Dans Two People (1965), le romancier raconte la relation amoureuse, à Rome, entre un trader de New York abandonné par sa femme et un jeune homme de 17 ans. Tanaquil, paru en 1972, est basé sur la vie de George Platt Lynes.
Brouillé avec Tennessee Williams après que ce dernier ait publié son livre intitulé Memoirs en 1975, Windham réplique en 1977 par la publication de Tennessee Williams’ Letters to Donald Windham, 1940-1965, un volume de leurs correspondances qui, selon Tennessee Williams, paraît sans son autorisation. En 1996, la réédition augmentée de ce livre remporte un prix Lambda Literary.
Windham demeure l'ami de Truman Capote jusqu'au décès de ce dernier en août 1984. Pour faire écho à la perte de cet ami, Lost Friendships, un roman autobiographique publié en 1987, raconte les liens amicaux tissés avec Truman Capote et Tennessee Williams, tout en évoquant le milieu artistique gay des années 1940. Cette dernière œuvre est généralement estimée comme son meilleur roman.
En juin 2011, l'Université Yale annonce la fondation du Prix de littérature Windham-Campbell en l'honneur de l'écrivain et de son compagnon.

## Œuvre

### Romans
- The Dog Star (1950) Publié en français sous le titre Canicule, traduit par Élisabeth Van Rysselberghe, Paris, Gallimard, coll. « Du monde entier », 1954 (BNF 31656659) ; réédition, Paris, Gallimard, coll. « L'Imaginaire » no 563, 2008  (ISBN 978-2-07-012082-6)
- The Hero Continues (1960)
- Emblem of Conduct (1963) Publié en français sous le titre Emblèmes d'une vie, traduit par Élisabeth Van Rysselberghe, Paris, Gallimard, coll. « Du monde entier », 1968 (BNF 33223954)
- Two People (1965)
- Tanaquil (1972)
- Stone in the Hourglass (1981)
- Lost Friendships (1987)

### Autres publications
- Tennessee Williams’ Letters to Donald Windham, 1940-1965 (1977), édition augmentée en 1996 - Prix Lambda Literary
- 1948, Italy : letters to Sandy (1998)